# Парк Горького (группа)
«Парк Го́рького» (Gоrky Park) — советская, американская и российская рок-группа, созданная в 1987 году музыкантом, композитором и продюсером Стасом Наминым, в его продюсерском центре SNC в Москве.
Главным трамплином к популярности в СССР, США и других странах мира стало для группы её участие в организованном Наминым Московском международном фестивале мира, проходившем 12—13 августа 1989 года на стадионе «Лужники» в Москве под девизом «Рок против наркотиков» и транслировавшемся по MTV в 59 странах мира. Группа «Парк Горького» участвовала в фестивале наравне с Bon Jovi, Оззи Озборном, Mötley Crüe, Scorpions, Cinderella, Skid Row и другими мировыми звёздами. После фестиваля, в августе 1989 года, на фирме Polygram Records вышел первый студийный альбом «Парка Горького» с одноименным названием — Gorky Park, записанный оригинальным составом группы полностью на английском языке, вошедший в американский хит-парад Billboard 200 1989 года и принесший группе всемирную известность.
В оригинальном составе, с лидер-вокалистом Николаем Носковым и генеральным продюсером Стасом Наминым, группа просуществовала три с половиной года. В 1990 году, когда Намин отправил «Парк Горького» на первые гастроли по США, в группе произошёл конфликт, который привёл к тому, что Намин и Носков оставили группу и вернулись в СССР..
Музыканты, оставшиеся в Америке, записали три альбома. Впоследствии группа неоднократно воссоединялась для разовых выступлений в 2000-х, 2010-х и 2020-х годах.

## История

### Создание проекта «Парк Горького» (1986—1988)
В 1986 году Стасу Намину во время его первых гастролей в США пришла идея создать группу, ориентированную на западного слушателя: «В Америке, в туре с „Цветами“ в сентябре я придумал название будущей группы — „Парк Горького“. Это был одновременно и наш московский адрес — база „Цветов“ в Москве располагалась в Зелёном театре Парка Горького — и известный в мире бренд, так как в Америке вышли роман „Парк Горького“ и одноимённый фильм по этой книге. Я делал проект специально на экспорт и прекрасно понимал, что для американского и мирового рынков нужна англоязычная группа, играющая в стиле, модном в то время в Америке». Вернувшись в Москву после тура с “Цветами” по США в октябре 1986-го, Намин вместе с художником Павлом Шегеряном создают логотип будущего коллектива – серп и молот в виде латинских букв GP.
В начале 1987 года Намин начинает собирать музыкантов в свой продюсерский проект для новой англоязычной хард-н-хэви группы «Парк Горького». Участниками группы становятся Николай Носков, гитарист Алексей Белов, бас-гитарист Александр Миньков, гитарист Ян Яненков и барабанщик Александр Львов. Четверо из пяти музыкантов новой группы, кроме Носкова, Намин пригласил из своей группы “Цветы”. А. Белов, А Яненков и А. Львов на тот момент уже несколько лет работали с трудовыми книжками в Группе Стаса Намина «ЦВЕТЫ», а А. Миньков работал в Цветах ранее.
В течение первых двух лет своего существования группа Парк Горького была официально трудоустроена в Группе Стаса Намина, репетировала и записывалась на базе группы «ЦВЕТЫ» в студии Стаса Намина, расположенной на территории Зеленого Театра Парка культуры и отдыха им. М. Горького. Репертуар создавался исключительно на английском языке. Первой песней «Парка Горького», определившей стиль и направление группы была «Девочка из NY», которую Стас Намин написал на стихи Евгения Евтушенко еще в 1986 году во время тура по США с «Цветами». 
Осенью 1987 года Намин пригласил в Москву американского промоутера Дона Кинга и им был снят фильм про Центр Стаса Намина и первый видеоклип коллектива на песню «Fortress», показанный в музыкальной передаче «Дон Кинг Шоу» в США. Летом 1988 года Намин договорился о том, чтобы Парк Горького выступил на разогреве у Scorpions во время их гастролей в Ленинграде (это был их концертный дебют).

### Успех (1989)
Осенью 1988 года президент гитарной фирмы «Крамэр» Деннис Берарди стал американским менеджером группы Парк Горького и они со Стасом Наминым договорились с Джоном Бонджови о помощи GP в США. В декабре 1988 года Намин пригласил в Москву группу «Бон Джови» с их менеджером Доком Макги и президента фирмы Полиграм Дика Эшера и в Центре Стаса Намина был подписан прямой контракт GP с фирмой «Polygram» на выпуск альбома в США. После этого Стас Намин отправил музыкантов группы для записи в Нью-Джерси, США на студию звукозаписи Майкла Берарди (автора текста песни “Bang”), брата менеджера группы “Парк Горького” Денниса Берарди. 
Летом 1989 года Намин вернул группу в Москву для участия в международном рок-фестивале мира в Лужниках и включил «Парк Горького» в список рок-групп своего Центра вместе с группой “Бригада С” и “Нюанс”, выступивших вместе с мировыми звездами «Mötley Crüe», «Bon Jovi», «Scorpions», Оззи Осборн и другие на Московском международном фестивале мира. Этот фестиваль был организован Наминым совместно с американским музыкальным продюсером Доком Макги. Намин поставил из всех российских групп только «Парк Горького» в трансляцию MTV вместе с остальными мировыми звездами. Именно эта трансляция стала трамплином в карьере «Парка Горького».
В результате, когда в августе 1989 года вышел одноимённый дебютный альбом Gorky Park, группа была уже известна в США благодаря трансляции фестиваля. В Нью-Йорке были сняты клипы на песни «Bang», «My Generation» для которого Намин выбрал режиссера с русскими корнями Виктора Гинзбурга, с которым они впоследствии сняли фильм «Нескучный сад». Благодаря растущему на Западе интересу к Советскому Союзу после падения железного занавеса, Gorky Park вскоре завоевали широкую известность в США. Сингл «Bang» попал в «Топ-15» на американском MTV и продержался там два месяца, добравшись до 3-й строчки. Сингл «Try to Find Me» добрался до 81-й позиции в Billboard Hot 100, сделав Gorky Park первой русской группой, попавшей в национальный американский чарт.

Сам же альбом добрался до 80-й строчки в Billboard 200. Всего за три недели с начала продаж тираж альбома превысил 300 тысяч копий. Следующим синглом стал «Peace in Our Time», который, по договоренности Намина, был написан Джоном Бон Джови и Ричардом Самбора и записан совместно с GP.

Лицевая и задняя обложка дебютного альбома группы «Парк Горького», выпущенного нафирме «Polygram» в 1989 году, где упомянуты генеральный продюсер Стас Намин, менеджмент «Berardi-Tomas Entertainment» и саунд-продюсер записи

### Распад группы (1990)
После фестиваля и выхода альбома Стас Намин и Деннис Берарди организовали «Парку» гастрольный тур по США, во время которого музыканты группы решили не возвращаться в Россию и остаться в США, разорвав отношения с создателем и продюсером группы, а также с менеджментом.

Дело в том, что Стас-то был уже в России, а мы-то остались там. Он нам говорил: «Приезжайте». Мы не хотели ехать обратно. Вот в чем дело. Мы не хотели ехать в Россию… — Александр Миньков
С этим решением музыкантов не согласился лидер-вокалист, автор песен и фронтмен группы Николай Носков, который вернулся в Москву. Таким образом созданная Наминым в 1987 году группа «Парк Горького» просуществовала всего 3 года и распалась в 1990 году.

### Последующее использование названия и логотипа группы «Парк Горького»
Музыканты, оставшиеся в США, пытались продолжить карьеру, используя название «Парк Горького», не имея на это официальных прав, но фирма — «Polygram» разорвала с ними контракт и бывшим музыкантам группы не удалось выпустить пластинки на других крупных американских лейблах звукозаписи. В результате бывшие музыканты группы вернулись в Москву, пытаясь и в России использовать название «Парк Горького», также не имея на это официальных прав и пользуясь тем, что закон об авторских правах в России ещё плохо работал.
В результате между бывшими музыкантами возник конфликт: Миньков сделал сольную карьеру в шансоне, Белов начал работать с женой — певицей О. Кормухиной, у Яненкова возникла судебная тяжба с бывшими товарищами, также пытаясь использовать раскрученное название, а Львов остался в США. В свою очередь Николай Носков, в соответствии с договоренностью об организованных менеджментом группы гастролях, вернулся домой в Москву и отказавшись от предложенных ему Наминым прав на бренд «Парк Горького», сделал собственную карьеру как вокалист и композитор. Несмотря на это, Центр Стаса Намина официально зарегистрировал приоритетное право на название и логотип еще в 1992 году (регистрация действовала по 2002 год), как только в России появились права на интеллектуальную собственность. В 2018 году Федеральная служба по интеллектуальной собственности зарегистрировала ещё два товарных знака группы «Парк Горького» на «Центр Стаса Намина». Регистрация действует до 2027 года
Тем не менее некоторые из бывших музыкантов группы продолжали выпускать свои песни и клипы, используя название «Парк Горького» на которое не имели официальных прав. В 2019 году суд запретил бывшему музыканту группы Алексею Белову использовать товарный знак “Парк Горького” и взыскал с него 1,5 млн рублей.

### Восстановление и деятельность группы «Парк Горького»
Весной 2022 года Стас Намин решил восстановить созданный им в конце 80-х бренд и после тридцатилетнего перерыва собрал новый состав группы «Парк Горького». Первое выступление группы “Парк Горького” в новом составе состоялось в августе 2022 года в Москве на фестивале российского рока, приуроченном к 35-летию центра Стаса Намина SNC. Специальным гостем этого выступления был лидер-вокалист первого состава «Парка Горького» Николай Носков. Он передал эстафету новым музыкантам группы, поддерживает их и часто выступает вместе с ними.
В собранный Наминым новый супер-состав группы вошли лидер-гитарист и вокалист Олег Изотов, лидер-вокалист Сергей Арутюнов, бас-гитарист и лидер-вокалист Марко Мендоза, лидер-гитарист и вокалист Тим Григорович и барабанщики Олег Ховрин и Кенни Аронов. По информации ТАСС, собрав новый состав группы, Намин лично не занимается этим проектом, а передал права группе “Парк Горького” и их менеджменту. За три года своего существования группа сыграла несколько больших концертов, включая рок-фестиваль SNC-35 в Зеленом театре Парка Горького в 2022 году, сольный концерт в Crocus City Hall в 2024 году.
В 2023 — 2024 годах группа «Парк Горького» выпустила два цифровых альбома, CD и DVD с новыми песнями, видеоклип и пять синглов. В апреле 2025 года группа выпустила концертную видеоверсию песни «Свобода единого мира» («One World Freedom»), посвятив ее 80-летию Победы в Великой Отечественной войны.   
В ответ на постоянные иски трех бывших музыкантов первого состава:

Честно говоря, я никогда ни с кем не судился и сейчас не включаюсь в эти судебные тяжбы. Не знаю почему они такие агрессивные и всё время судятся, может, просто привыкли, что никто раньше не обращал внимания на их незаконные действия— Стас Намин
В мае 2025 года Суд по интеллектуальным правам в очередной раз подтвердил исключительное право «Центра Стаса Намина» на товарный знак “Парк Горького”. 20 и 25 мая 2025 года состоялись два сольных концерта группы Парк Горького в «Театре на Цветном», посвященные 80-летнему юбилею Великой Победы. В концертах принял участие новый музыкант группы Парк Горького мультиинструменталист и лидер-вокалист Илья Марков, заменивший на этих концертах Марко Мендозу.

## Музыка и сценический стиль
Влияние
Алексей Белов о влиянии музыки на творчество: «Очень трудно всех перечислить. Это огромное количество групп играющих тяжёлую музыку, джаз, фьюжн, а также много инструментальной и, конечно, классику».
Музыкальный стиль
Для американского периода группы была характерна хэир-метал-направленность ввиду популяризации данного жанра в лице таких коллективов, как Bon Jovi, Motley Crüe, Skid Row и др. Сотрудничество с лидерами данного стиля только закрепило глэм-образ за группой, при этом коснувшись своеобразной многоголосой манеры исполнения песен, характерную для хэир-метала. Между тем, группа имеет довольно лёгкое звучание по сравнению с хеви-металом, поэтому, помимо причисления коллектива к этому жанру, в её творчестве выделяют и поп-рок направленность. Дебютный альбом Gorky Park был записан именно в перечисленных жанрах.
Альбом Gorky Park 2 продолжил глэм-роковую стилистику дебютника, только русской направленности несколько поубавилось. Имидж «рок-н-ролл — Советский Союз» утратил былую значимость, и Gorky Park постепенно отказались от него. Многие критики также отмечают влияние Def Leppard.
Последующие два альбома ознаменовали переход группы от коммерческого глэм-рока в сторону прогрессивного рока.
Парк Горького о своём творчестве
Алексей Белов: Мы хотели создать группу, которая во многом обращала бы своё внимание на профессиональную, музыкальную сторону и играла на уровне западных рок-групп, как в отношении инструментализма, так и композиций. 
Алексей Белов: «Когда мы писали свои альбомы, примерно представляли себе, какие песни станут хитами, но случались и сюрпризы. Иногда „выстреливали“ совершенно неожиданные вещи. Вот, скажем, баллада „Two Candles“. Мы не собирались делать из неё что-либо особенное: клипов не снимали, особенно не продвигали, не играли. Но она стала большим хитом. А бывало и наоборот: мы много работали над предполагаемым бестселлером, снимали видео — ан нет, не прокатывало».
Алексей Белов: «Когда в Штатах вышел наш первый сингл, мы жили в кондоминиуме… трёхэтажном, что ли. В общем, все были разбросаны по этажам. Каждый занимался своими делами — и тут кто-то закричал: „Смотрите, нас показывают по телевизору!“. Все сбежались, воодушевлённые: попали на MTV, здорово. Посмотрели, разошлись. Через сорок минут следующий вопль: „Нас опять показывают!“. Снова собрались, посмотрели. Через сорок минут — та же история. И в течение дня мы так подбегали к телевизору раз восемь или десять…»
Стас Намин: «Музыка „Парка Горького“ песенная, мелодичная, сложная по восприятию с первого раза. По количеству инструментов группа не очень большая — в ней участвуют всего пять музыкантов. Мелодия, напор, тяжёлый ритм, оригинальный имидж, серьёзные тексты — мы попытались совместить все эти качества при создании коллектива».
Сценический образ
С самого начала «Парк Горького», несмотря на англоязычную составляющую творчества, демонстрировали свою русскую направленность. Тем самым их имидж был отличным коммерческим шагом: в сценических костюмах (рубахи с русскими узорами), в вокале, вплоть до знаменитой гитары-балалайки, изготовленной специально для Алексея Белова американской фирмой «Kramer». Всего было изготовлено две гитары красного (можно видеть в видео с выступления на Moscow Music Peace Festival-1989) и белого цвета (в клипе на песню Moscow Calling), и четыре были не завершены. Самой первой же стала гитара, изготовленная мастером Игорем Барбашовым. Она имела народный русский рисунок. Её можно видеть в клипах на песни «Bang» и «I’m Going Down»).
Логотип Gorky Park — американский и советский флаги, привязанные друг к другу, как если бы они являлись единым целым — символизировал грядущие перемены.
Компьютерные игры
Песня «Moscow calling» вошла в одной серии из игры Grand Theft Auto V и Grand Theft Auto VI. В игре Atomic Heart вошли песни в переделанном электронном звучании «Bang» и «Moscow calling».

## Критика
В середине 1990-х группа перешла на отличное от глэм-метала звучание, чем разочаровала своих поклонников. Вышедший в 1998 году альбом Protivofazza только усилил критику в адрес группы, также была утрачена былая популярность за рубежом.
Довольно «прохладно» поклонниками была воспринята сольная направленность участников коллектива: так, ушедший из группы Александр Миньков начал сольную карьеру под псевдонимом Александр Маршал. Неожиданно для всех музыкант решил исполнять песни в жанре русский шансон, также бывший вокалист Николай Носков стал играть музыку, отличную от рока.

## Состав
Текущий состав
- Александр Маршал — вокал, бэк-вокал, бас-гитара (1987—1999, 2008, 2009, 2012, 2013, 2015, 2019, 2023—наши дни)
- Алексей Белов — соло-гитара, бэк-вокал, вокал, клавишные (1987—1999, 2008, 2009, 2012, 2013, 2015, 2019, 2023—наши дни)
- Ян Яненков — ритм-гитара, иногда бэк-вокал (1987—1997, 1997—1999, 2008, 2009, 2012, 2013, 2015, 2023—наши дни)
- Александр Львов — ударные (1987—1999, 2008, 2009, 2012, 2013, 2015, 2019, 2023—наши дни)

Бывшие участники
- Николай Носков — ведущий вокал, иногда гитара (1987—1990; гостевое участие 1999, 2012), в 2022—2024 годах выступал с составом Стаса Намина
- Николай Кузьминых — клавишные (1994—1999; умер в 2011)

Временная шкала

## Дискография
| Демо - Hit Me with the News (1988) Студийные альбомы - Gorky Park (1989) - Moscow Calling (1992) - Stare (1996) - Protivofazza (1998) Синглы - «Bang» (1989) - «Try to Find Me» (1990) - «Peace in Our Time» (1990) - «Moscow Calling» (1992) - «Stare» (1996) - «Сделано в России» (2001) (группа «Парк Белова») - «Hello My Friend» (2019) - «Мужская» (2024) Сборники - Best Hits (1996) - «Легенды русского рока (Новейшая история)» (2002) - Grand Collection (2003) - The Best (2021) - Ballads (2021) - Alternative and Progressive (2021) - Demos & Unreleased 1989—1998 (2021) | Видеоальбомы - Moscow Music Peace Festival Vol.2 (1990) - Gorky Park (2001) Клипы - Fortress (1988) - Bang (1989) - My Generation (1989) - Peace in Our Time (1989) - Moscow Calling (1992) - I’m Going Down (1993) - Tell Me Why (1993) - Stranger (1993) - Stare (1996) - Stop the World I Want to Get Off (1996) - Ocean (1996) - I'm Scared (1996) - Jenny Loses Me (1998) - Liar (1998) - Hello My Friend (2020) |

## Состав Стаса Намина (с 2022)
В 2017 году правами на название бренда Gorky park в судебном порядке завладел бывший продюсер группы Стас Намин. В августе 2022 года Намин объявил о возрождении группы в новом составе. Новый состав существует параллельно с золотым составом группы.
Первое выступление состоялось в рамках фестиваля российского рока «SNC 35 лет» в Зелёном театре парка Горького. В новом составе группы были представлены Павел Попов, Кенни Аронофф, Марко Мендоса, Олег Изотов (бывший гитарист Ольги Кормухиной, жены Белова, также гитарист) и Алексей Баев.
В 2024 году группа объявила о старте мирового турне. 1 марта 2024 года в Москве прошёл первый сольный концерт группы в несколько изменённом составе: Сергей Арутюнов (вокал), Олег Изотов (гитара, вокал), Тимофей Григорович (гитара, вокал), Марко Мендоса (бас-гитара, вокал). На ударных играл сессионный музыкант Олег Ховрин. В обоих концертах принял участие Николай Носков.

### Состав
Текущие участники
- Олег Изотов — соло-гитара, ритм-гитара, вокал, бэк-вокал, клавишные (2022—наши дни)
- Илья Марков — бас-гитара, вокал, бэк-вокал (2025—наши дни)
- Кенни Аронофф — ударные (2022—наши дни)
- Тимофей Григорович — соло-гитара, ритм-гитара, вокал, бэк-вокал (2024—наши дни)
- Сергей Арутюнов — вокал, бэк-вокал (2024—наши дни)

Приглашённые музыканты
- Николай Носков — вокал (2022—2024)

Бывшие участники
- Павел Попов — соло-гитара, ритм-гитара, ведущий вокал (2022—2024)
- Алексей Баев — ударные (2022—2024)
- Марко Мендоса — бас-гитара, вокал, бэк-вокал (2022—2024)

Временная шкала

### Дискография
- концертный мини-альбом Live (2024), вошли 3 новые песни и другие композиции[105]
- альбом One World Freedom (TBA)[106]

Синглы
- «Девочка из Нью-Йорка» (2024)[107], видеоклип (2024)
- «Окно в любовь» (2024)[108]
- «Guitar Avatars» (2024)[109]
- «One World Freedom» (2025)[110]